# Александровский собор
Александровский собор (Собор Алекандра Невского) в Московском Кремле известен с 1630 года, стоял справа с востока от Петроковской звонницы. Потом был разобран и восстановлен в середине нового здания Приказов над Тайницкими воротами рядом с Черниговским собором, пятиглавый, освящён 1683 году, было общее с Черниговским собором завершение, как у ныне сохранившихся Теремных церквей, что за «Золотою решёткою». Упразднён и разобран в 1770 году. Иконостас перенесён в придел Входа во Иерусалим Собора Покрова, что на Рву (храма Василия Блаженного)